# IBU-Cup 2025/26
Der IBU-Cup 2025/26 soll zwischen dem 1. Dezember 2025 und dem 8. März 2026 ausgetragen werden. Die Wettkämpfe sind international besetzt und nach dem Biathlon-Weltcup 2025/26 die zweithöchste Wettkampfserie im Biathlon.
Titelverteidiger der Gesamtwertung sind der Norweger Isak Frey und die Französin Camille Bened.
Höhepunkt der Saison sind die Biathlon-Europameisterschaften 2026 im norwegischen Sjusjøen. Diese Wettkämpfe fließen auch in die Wertungen des IBU-Cups mit ein.

## Austragungsorte
| \| Lake Placid \|                    |
| Lage des Austragungsortes in den USA |
| Lake Placid                          |

| Sjusjøen |

| Osrblie |

| Arber |

|  |

|  |

|  |

| Sjusjøen |

| Osrblie |

| Arber |

|  |

|  |

|  |

| Ridnaun |

| Lenzerheide |

| Obertilliach |

| Ridnaun |

| Lenzerheide |

| Obertilliach |

## Wettkampfkalender
| Datum                                  | Ort            | Wettkämpfe                                               |
| -------------------------------------- | -------------- | -------------------------------------------------------- |
| 1.–7. Dezember 2025                    | Obertilliach   | Sprint, Sprint, Verfolgung                               |
| 8.–14. Dezember 2025                   | Ridnaun        | Einzel, Sprint, Verfolgung                               |
| 15.–21. Dezember 2025                  | Lenzerheide    | Mixed-Staffel, Single-Mixed-Staffel, Sprint, Massenstart |
| 5.–11. Januar 2026                     | Arber          | Kurz-Einzel, Sprint, Verfolgung                          |
| 12.–18. Januar 2026                    | Brezno-Osrblie | Mixed-Staffel, Single-Mixed-Staffel, Sprint, Massenstart |
| 16. Januar – 1. Februar 2026 (EM 2026) | Sjusjøen       | Einzel, Sprint, Verfolgung, Staffel                      |
| 2.–8. Februar 2026                     | Sjusjøen       | Mixed-Staffel, Single-Mixed-Staffel, Sprint, Verfolgung  |
| 23. Februar – 1. März 2026             | Lake Placid    | Kurz-Einzel, Sprint, Verfolgung                          |
| 2.–8. März 2026                        | Lake Placid    | Mixed-Staffel, Single-Mixed-Staffel, Sprint, Massenstart |